# X (mangá)
X também conhecido por X/1999 ou X - TV é um mangá criado pelo grupo CLAMP em 1992. até 2003 quando entrou em hiatus num total de 18 volumes. 

## História
No ano de 1999, o destino da humanidade está nas mãos de um único jovem chamado Kamui. Ele é o predestinado que no dia prometido, terá que decidir entre destruir a humanidade e assim salvar a Terra, ou defender a humanidade que conseqüentemente irá destruí-la. 

## Animação
X foi adaptado para os cinemas japoneses no ano de 1996, foi dirigido por Rintaro com o roteiro escrito por Nanase Ohkawa e com a produção do estúdio Madhouse. Embora tivesse recebido críticas positivas pela animação, o filme foi criticado pelos fãs por ser muito curto. Isso se deve ao fato de que o mangá ainda estava em sua fase inicial. Pelo mesmo motivo o personagem Kakyo (que até o momento não havia aparecido no mangá) foi substituído por Shougo Asagi, criado exclusivamente para o filme.
Em 2002 foi lançado um OVA e um anime de vinte e quatro episódios conhecido como X-TV. Ambos foram produzidos pelo estúdio Madhouse, com a direção de Yoshiaki Kawajiri. Como o manga estava em hiato, um novo final teve que ser criado.

## Mangá
Os capítulos de X eram publicado mensalmente na revista Asuka. Os volumes do mangá vinham acompanhados de uma carta de tarô. Uma vez que a 22ª e última carta foi publicada no artbook X-ZERO, pode-se imaginar que seriam vinte e um volumes. Porém a publicação de X foi suspensa em 2002 por "problemas sociais no Japão" e o mangá se encontra incompleto, compilado em 18 volumes, mais 5 capítulos que iriam fazer parte do volume 19.
Em várias entrevistas, a CLAMP admite a intenção de concluir a série, porém não há previsão para isso.

## Personagens
Personagens principais
- Shirou Kamui (voz: Kenichi Suzumura)

Protagonista da história, um adolescente antissocial com poderes psíquicos que foi criado por sua mãe, Toru Shirou, e era o melhor amigo de Fuuma e de sua irmã caçula Kotori quando eram pequenos. Depois de uma ausência de seis anos, em 1999, Kamui volta para Tóquio para entender a última mensagem que sua mãe deixou antes de morrer num incêndio, dizendo para ir para Tóquio pois seu destino o aguardava. Quando chega, percebe que seu papel é muito mais importante e precisa tomar uma decisão que poderá mudar o destino do mundo, mesmo que traga consequências inesperadas na sua vida.
- Monou Kotori (voz: Mamiko Noto)

Irmã caçula de Fuuma e melhor amiga de Kamui, ela é uma garota doce e gentil que se preocupa com as pessoas a sua volta. Mesmo tendo uma saúde frágil, ela desenvolve o poder de ver o futuro através dos sonhos mas não despertou por completo.
- Monou Fuuma (voz: Junichi Suwabe)

Irmão mais velho de Kotori e melhor amigo de Kamui, ele é um rapaz sério, gentil e protetor que se preocupa tanto com sua irmã quanto por Kamui. Ele tem um poder psíquico mas não foi totalmente despertado, e mais para frente na história ele vai carregar um papel importante para o destino de Kamui 
Sete Selos/ Dragões do Céu, liderados por Hinoto.
- Hinoto (voz: Aya Hisakawa)

Também conhecida como Princesa Hinoto, ela tem o poder de ver o futuro através dos sonhos e sabendo sobre o fim do mundo, ela reuniu os Dragões do Céu para proteger o mundo e tenta convencer Kamui a se juntar a eles. Apesar de ter a aparência de uma criança, ela é a mais velha do grupo e é a irmã mais velha da Kanoe. Embora seja cega, muda e surda, Hinoto consegue se comunicar através da telepatia.
- Kishuu Arashi (voz: Ryoka Yuzuki)

Uma jovem fria, silenciosa e educada. Arashi é uma forte sacerdotisa que tem o poder de invocar uma espada na sua mão e usá-la de maneira rápida e ágil. No começo, ela achava o Sorata chato mas com o tempo ela passa a respeita-lo e se apaixona por ele.
- Arisugawa Sorata (voz: Mitsuaki Madono)

Um jovem monge budista, ativo, extrovertido, bem observador e protetor. Ele se preocupa os membros do Dragão do Céu, principalmente com o Kamui, já que carrega uma grande responsabilidade. Além de ter habilidades budistas, Sorata tem o poder de gerar eletricidade. Ele se apaixona a primeira vista por Kishuu Arashi, e fica flertando com ela (o que a deixa irritada).
- Sumeragi Subaru (voz: "Tomokazu Sugita")

Protagonista original de Tokyo Babylon, ele é o único membro da família de onmyoji Sumeragi que carrega a missão de exorcizar demônios e ajudar espíritos. Depois dos eventos da história, Subaru agora com 26 anos está a procura de Sakurazuka Seishiro para mata-lo.
- Nekoi Yuzuriha (voz: Kumi Sakuma)

A mais nova do grupo, é uma menina de 14 anos membro do templo Mitsumine, ela é animada, simpática e gentil, esta sempre alegre e gosta de fazer amigos. Desde pequena, ela sempre teve a companhia de seu cão protetor espiritual chamado Inuki, que tem a habilidade de se transformar em uma espada. Antes de conhecer os Dragões do Céu, Yuzuriha conhece Shiyu Kusanagi (sem saber que é um Dragão da Terra) e desenvolve uma paixão por ele.
- Aoki Seiichiro (voz: "Toshiyuki Morikawa)

Considerado o mestre do vento, Seiichiro é um homem calmo, educado e gentil que raramente se irrita com alguma situação. É o único membro do grupo que constitui uma família e trabalha em uma editora de uma revista.
- Kasumi Karen (voz: Yoko Somi)

Uma mulher doce e madura, de religião católica, tem o poder de controlar o fogo desde criança. Mas a sua mãe a via como um demônio e batia nela sem parar como uma forma de punição, quando Karen foi hospitalizada descobre que sua mãe morreu ao ser atropelada e Karen se sente culpada por perder a única pessoa que amava, acreditando que ninguém poderia ama-la. Ela tem uma admiração e atração romântica por Aoki Seiichiro.
Sete Anjos/ Dragões da Terra, liderados por Kanoe.
- Kanoe
- Kigai Yuto
- Yatouji Satsuki
- Sakurazuka Seishiro
- Shiyu Kusanagi
- Nataku
- Kuduki Kakyo

## Personagens secundários
- Segawa Keiichi

Colega de classe de Kamui na Academia CLAMP, é um rapaz entusiasmado que tenta ser amigo de Kamui (o que o deixa sem graça). Apesar de ser visto com um sorriso alegre, ás vezes Keiichi fica trista, porque não gosta de terremotos depois que seu pai morreu em um. Ele só aparece no manga.
- Monou Kyogo

Pai de Fuuma e Kotori, e marido de Saya.
- Monou Saya

Mãe de Fuuma e Kotori, e esposa de Kyogo.
- Sohi e Hien

São irmãs gêmeas, filhas da família que tem protegido Hinoto por gerações. Elas sempre chamam Hinoto de princesa e se preocupam profundamente com o seu bem estar.
- Magami Tokiko

Irmã mais nova de Toru Magami e tia de Kamui, ela revela uma parte da profecia para ele mesmo não aceitando inicialmente, porque até o momento nunca tinha ouvido falar que tinha uma tia e fica chocado quando vê a semelhança física com sua mãe. 
- Magami Toru

Mãe de Kamui e irmã mais velha de Magami.
- Takamura Suoh
- Inoyama Nokoro
- Iyuin Akira
- Asagi Shogo
- Saiki Daisuke
- Sumeragi Hokuto

Irmã gêmea de Subaru.

## Episódios do Anime
| Episódio | Título                       | Título | Título   | Lançamento original     |
| Episódio | Inglês (Oficial) / Português | Kanji  | Romaji   | Lançamento original     |
| -------- | ---------------------------- | ------ | -------- | ----------------------- |
| 00       | An Omen / Presságio          | 前兆   | Yochō    | OVA, Unaired            |
| 01       | A Reunion / Reunião          | 再会   | Saikai   | 3 de outubro de 2001    |
| 02       | A Nightmare / Sonho          | 夢見   | Yumemi   | 10 de outubro de 2001   |
| 03       | A Pledge / Promessa          | 約束   | Yakusoku | 17 de outubro de 2001   |
| 04       | A Sacrifice / Sacríficio     | 影贄   | Kagenie  | 24 de outubro de 2001   |
| 05       | A Destiny / Destino          | 宿命   | Shukumei | 31 de outubro de 2001   |
| 06       | Kouya / Kouya                | 高野   | Kōya     | 7 de novembro de 2001   |
| 07       | Cyber / Cibernético          | 電脳   | Denno    | 14 de novembro de 2001  |
| 08       | Gemini / Gémeos              | 添星   | Tensē    | 21 de novembro de 2001  |
| 09       | Onmyou / Onmyou              | 陰陽   | Onmyō    | 28 de novembro de 2001  |
| 10       | Inuki / Inuki                | 犬鬼   | Inuki    | 5 de dezembro de 2001   |
| 11       | Border / Fronteira           | 境界   | Kyokai   | 12 de dezembro de 2001  |
| 12       | Alternative / Escolha        | 選択   | Sentaku  | 19 de dezembro de 2001  |
| 13       | Return / Despertar           | 覚醒   | Kakusē   | 1 de janeiro de 2002    |
| 14       | Gathering / Reencontro       | 集結   | Shuketsu | 16 de janeiro de 2002   |
| 15       | Guardian / Protecção         | 守護   | Shugo    | 23 de janeiro de 2002   |
| 16       | Slaughter / Nada             | 虚無   | Kyomu    | 30 de janeiro de 2002   |
| 17       | Wish / Angústia              | 苦悶   | Kumon    | 6 de fevereiro de 2002  |
| 18       | Newborn / Nova Vida          | 新生   | Shinsē   | 13 de fevereiro de 2002 |
| 19       | Inferno / Purgatório         | 煉獄   | Rengoku  | 20 de fevereiro de 2002 |
| 20       | Ripple / Canção de Amor      | 恋歌   | Koiuta   | 27 de fevereiro de 2002 |
| 21       | Current / Vaguear            | 流浪   | Ruro     | 6 de março de 2002      |
| 22       | Betrayal / Traição           | 背信   | Hēshin   | 13 de março de 2002     |
| 23       | Earth / Céu e Terra          | 天地   | Tenchi   | 20 de março de 2002     |
| 24       | Legend / Lenda               | 伝説   | Densetsu | 27 de março de 2002     |